# Krystyna Goldberg
Krystyna Goldberg z domu Iglicka (ur. 26 lutego 1930 w Warszawie, zm. 30 marca 2017 tamże) – polska filolog, dziennikarka, krytyk literacki, edytor, redaktor książek i serii wydawniczych, w latach 1952–1984 redaktor w Państwowym Wydawnictwie „Iskry”.

## Życiorys
W czasie II wojny światowej więziona wraz z najbliższą rodziną w obozach Auschwitz-Birkenau i Ravensbrück. Studiowała na Wydziale Polonistyki Uniwersytetu Warszawskiego (magisterium w 1954).
Pracowała jako redaktor w Wydawnictwie „Książka i Wiedza” (1951-1952), następnie w Państwowym Wydawnictwie „Iskry” (1952-1984), gdzie była redaktorką, kierownikiem redakcji literatury reportażowej, potem zastępcą redaktora naczelnego; konsultantka Krajowej Agencji Wydawniczej (1984-1989). Od początku lat 60. XX w. współpracowała z Polskim Radiem (m.in. prowadząc cykl „Na drogach i dróżkach reporterskich”) i uczestnicząc w sądach konkursowych na reportaż.

Zajmowała się pracami redakcyjno-wydawniczymi, w tym współtworzeniem, a następnie prowadzeniem przez kilka dziesiątków lat redakcji reportażu w wydawnictwie „Iskry”, gdzie debiutowali, a potem wydawali kolejne książki najwybitniejsi polscy reportażyści. Była (razem ze Zbigniewem Stolarkiem) opiekunką serii reportażowej „Naokoło świata”, w charakterystycznych białych obwolutach z kolorowym paskiem i logo serii – globusem, projektu Janusza Grabiańskiego. 

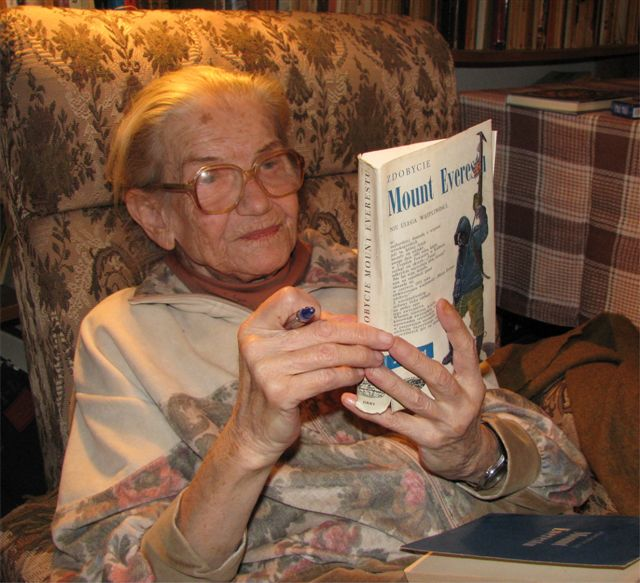
Krystyna Goldbergowa z książką Johna Hunta pt. Zdobycie Mount Everestu (The Ascent of Everest; tłum. Jan Szczepański, 1956) – I tomem serii wydawniczej „Naokoło świata”, którą prowadziła w Państwowym Wydawnictwie „Iskry” od 1956 do 1984 r. (Fot. Warszawa, 2 listopada 2009 r.)

W serii tej wydano blisko 200 tytułów, m.in. tak znanych autorów – podróżników i reportażystów, polskich i zagranicznych, jak: Joy Adamson, Roald Amundsen, Krzysztof Baranowski, Karen Blixen, Roman Bratny, Olgierd Budrewicz, Alina i Czesław Centkiewiczowie, Francis Chichester, Witold Chromiński, Kazimierz Dziewanowski, Stanisław Hadyna, Antonio Halik, Ernest Hemingway, Maurice Herzog, Thor Heyerdahl, John Hunt, Ryszard Kapuściński, Wacław Korabiewicz, Maciej Kuczyński, Mieczysław Lepecki, Artur Lundkvist, Albert Mahuzier, Lennart Meri, Reinhold Messner, Tadeusz Piotrowski, Jerzy Ros, Tony Saulnier, Zbigniew Stolarek, Ewa Szumańska, Tenzing, Melchior Wańkowicz, Lucjan Wolanowski, Janusz Wolniewicz, Stanisław Zieliński. Nadzorowała także inne serie reportażowe „Iskier”: „Świat się zmienia”, „Łowcy sensacji”, czy „Biblioteka Literatury Faktu” (seria wspólna z innymi wydawnictwami).
Od 1972 r. wykładowczyni Wydziału Dziennikarstwa i Nauk Politycznych Uniwersytetu Warszawskiego. Zajmowała się ponadto krytyką literacką książek reportażowych, m.in. w formie eseistyki krytyczno-literackiej w „Nowych Książkach” i „Roczniku Literackim”:
- Wprowadzenie w temat. O polskiej książce reportażowej (1981)
- Reportaż. Literatura faktu (1982).

Autorka felietonów, m.in. w „Życiu Literackim”, „Prasie Polskiej”, „Kontrastach”, „Literaturze” oraz cykli audycji radiowych, poświęconych sztuce reportażu.
Członek kolegium redakcyjnego miesięcznika „Reporter” w latach 1987–1989. W latach 1995–1998 prowadziła w wydawnictwie „Muza SA” serię wydawniczą pod nazwą „Dookoła świata” (tam m.in. książki Olgierda Budrewicza, Lucjana Wolanowskiego, Reinholda Messnera).
Była członkiem Polskiego Towarzystwa Wydawców Książek (od 1959 r., w tym sekretarzem gen. 1967-1979), Stowarzyszenia Dziennikarzy PRL (od 1985, w tym członkiem Zarządu Krajowego Klubu Reportażu, członkiem Warszawskiego, a następnie Naczelnego Sądu Dziennikarskiego). W latach 1948–1957 była członkiem Związku Młodzieży Polskiej, a od 1955 członkiem PZPR.
Otrzymała m.in. I nagrodę im. Ksawerego Pruszyńskiego (1986), złotą odznakę oraz dyplom honorowy „Za zasługi dla dziennikarstwa” (1989), doroczną nagrodę Klubu Literatury Faktu Związku Literatów Polskich za krytykę i promocję tego gatunku (1989); Ponadto otrzymała Krzyż Kawalerski Orderu Odrodzenia Polski (1973), Medal 40-lecia Polski Ludowej, Medal Komisji Edukacji Narodowej, Odznakę Honorową Polskiego Towarzystwa Wydawców Książek, Odznakę Zasłużonego Działacza Kultury, Złote i Srebrne Odznaczenie im. Janka Krasickiego.
Mieszkała w Warszawie.

## Opracowania
- Wydawnictwa polskie (informator; oprac. na zlecenie Naczelnego Zarządu Wydawnictw; przekład angielski pt. Publishing in Poland tłum. Tadeusz Szafar; przekład francuski pt. Maisons d’édition polonaises, tłum. Jerzy Wolf; przekład niemiecki pt. Polnische Verlage, tłum. Karol Sauerland; przekład rosyjski pt. Pol’skie izdatel’stva, tłum. Dymitr Hessen; Arkady 1972)
- Tu zaszła zmiana (autorka wyboru, opracowania i wstępu do antologii reportaży; Instytut Wydawniczy „Nasza Księgarnia” 1975)
- Klucze do zdarzeń (wespół ze Zbigniewem Stolarkiem, wybór i opracowanie antologii reportaży; Państwowe Wydawnictwo Iskry 1976)
- Losy nie wymyślone (wybór i opracowanie antologii reportaży; Państwowe Wydawnictwo Iskry 1980, ISBN 83-207-0131-7)
- Rachunek sumienia (wybór i opracowanie antologii reportaży; Krajowa Agencja Wydawnicza 1984, ISBN 83-03-00727-0)

## Publikacje w pracach zbiorowych
- Wspomnienie o Lucjanie Wolanowskim, [w:] Wokół reportażu podróżniczego. Tom 3. Lucjan Wolanowski (1920-2006). Studia – szkice – materiały (Wydawnictwo Uniwersytetu Śląskiego, Katowice 2009, seria: „Prace naukowe Uniwersytetu Śląskiego nr 2683”, ISBN 978-83-226-1802-8, ISSN 0208-6336)

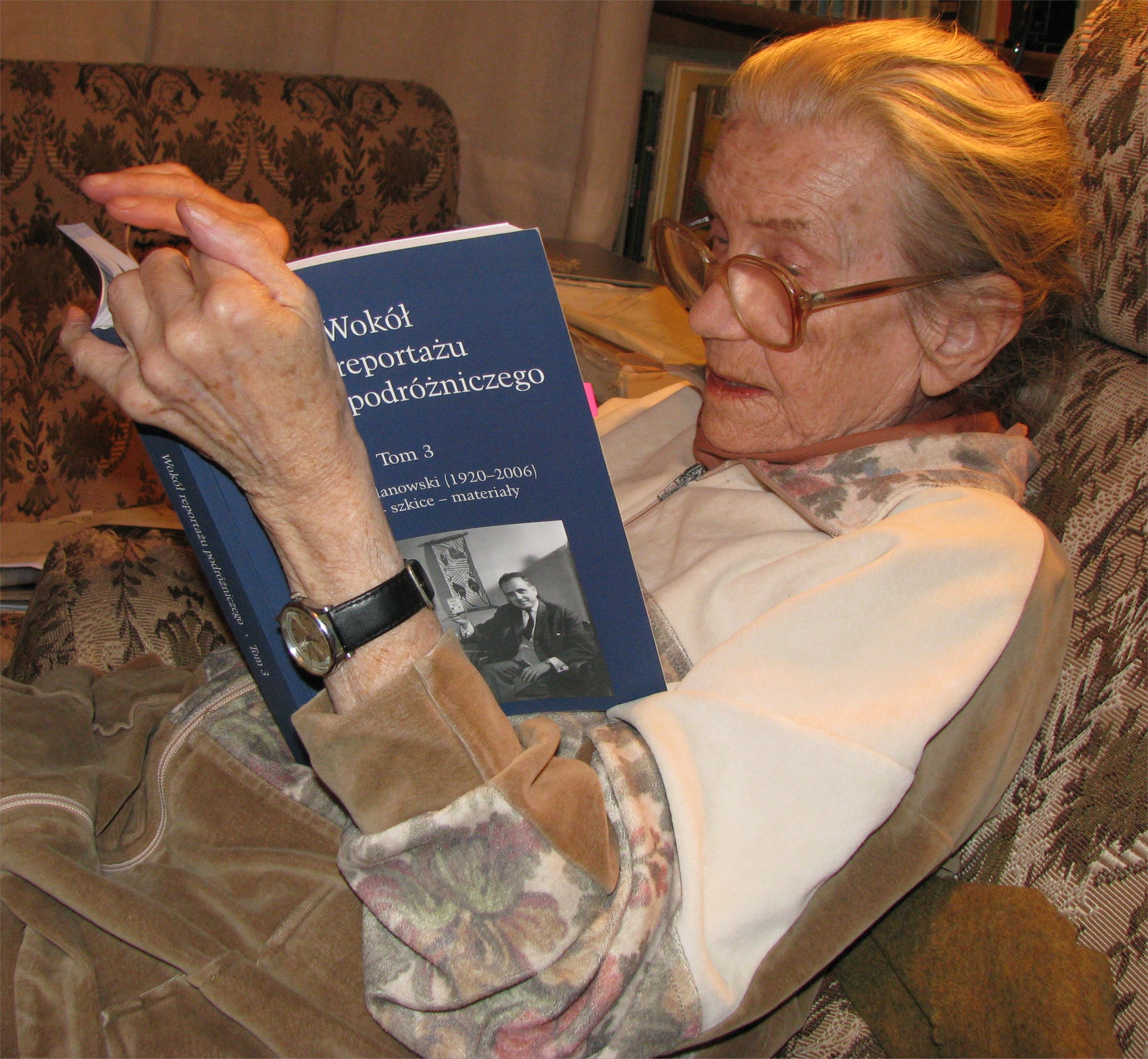
Krystyna Goldbergowa – Warszawa, 2 listopada 2009 r.

## Prace redaktorskie i edytorskie (wybór)
- Józef Ścisło, Świat musi osądzić. Wspomnienia więźnia hitlerowskich obozów koncentracyjnych (autorka opracowania literackiego; Państwowe Wydawnictwo Iskry 1969)
- Drogi przez ogień (autorka redakcji; antologia pisarzy wietnamskich; wybór i tłumaczenie Zbigniew Stolarek; Państwowe Wydawnictwo Iskry 1971, seria „Naokoło świata”)
- Camara Laye, Czarny chłopak (autorka redakcji; Państwowe Wydawnictwo Iskry 1973, seria „Naokoło świata”)
- Karol May, Ród Rodrigandów (t. I/IX; przygotowanie do druku; wespół z Teresą Jasiunas; Krajowa Agencja Wydawnicza Szczecin 1988–1991; seria: „Biblioteka Podróży, Przygody i Sensacji”, ISBN 83-03-02397-7)
  - Tajemnica Miksteków; Rozbójnicy z Maladety (tom 1; 1988, ISBN 83-03-02398-5)
  - Cyganie i przemytnicy; La Pendola (tom 2; 1988, ISBN 83-03-02399-3)
  - Ku Mapimi; Pantera Południa (tom 3; 1989, ISBN 83-03-02397-7)
  - W Hararze; Rapier i tomahawk (tom 4; 1989, ISBN 83-03-02622-4)
  - Czarny Gerard; Benito Juarez (tom 5; 1989, ISBN 83-03-02799-9)
  - Traper Sępi Dziób; Jego Królewska Mość (tom 6; 1989, ISBN 83-030-2938-1)
  - Maskarada w Moguncji; Grobowiec Rodrigandów tom 7; 1990, ISBN 83-03-03069-8.
  - Klasztor della Barbara; Walka o Meksyk (tom 8; 1990, ISBN 83-03-03182-1)
  - Zmierzch cesarza (tom 9; 1991, ISBN 83-03-03271-2)
- Olgierd Budrewicz, Piekło w kolorach (autorka redakcji; Warszawskie Wydawnictwo Literackie MUZA SA 1997, ISBN 83-7079-810-1; seria „Dookoła Świata”)
- Arnold Mostowicz, Ballada o Ślepym Maksie (autorka redakcji; Fundacja „Anima” 1998)
- Olgierd Budrewicz, Byłem wszędzie (autorka redakcji; Wydawnictwa Artystyczne i Filmowe, Wydawnictwo Naukowe PWN 2002, ISBN 83-01-13634-0)
- Olgierd Budrewicz, Daleko, jeszcze dalej (autorka redakcji; Świat Książki 2006, ISBN 83-247-0211-3)
- Michał Złonkiewicz, Małgorzata Turlewicz, Piotr Kowalik, Kiedy zaginął człowiek. Podstawowe informacje prawne (autorka redakcji; ITAKA Centrum Poszukiwań Ludzi Zaginionych 2007, ISBN 978-83-917112-5-5)
- Olgierd Budrewicz, Cudotwórcy, kapłani, hochsztaplerzy (autorka redakcji; Świat Książki 2008, ISBN 978-83-247-0856-7)
- Teresa Torańska, Jesteśmy. Rozstania 68 (autorka redakcji; Świat Książki 2008, ISBN 978-83-247-1027-0)